# Katastrofa lotu Asiana Airlines 991
Katastrofa lotu Asiana Airlines 991 miała miejsce 28 lipca 2011 roku na Oceanie Spokojnym w pobliżu, należącej do Korei Południowej, wyspy Czedżu. 

## Samolot
Samolot, który uległ katastrofie to Boeing 747-48EF napędzany czterema silnikami General Electric CF6-80C2B1F. Dostarczony do Asiana Airlines 22 lutego 2006 roku otrzymał numer rejestracyjny HL7604. W momencie katastrofy miał na swoim koncie 26 300 godzin lotu.

## Załoga
Na pokładzie samolotu znajdowało się dwóch pilotów - kapitan Choi Sang-ki (52 lata) i pierwszy oficer Lee Jung-woong (43 lata). Mieli na swoim koncie odpowiednio ponad 14 000 i 5200 godzin lotu.
| Kraj             | Pasażerowie | Załoga | Razem |
| ---------------- | ----------- | ------ | ----- |
| Korea Południowa | -           | 2      | 2     |
| Razem            | -           | 2      | 2     |

## Przebieg wydarzeń
Samolot Boeing 747-400 cargo południowokoreańskich linii Asiana Airlines wystartował z lotniska Incheon w Seulu około 03:05 czasu lokalnego, w kierunku lotniska w Szanghaju. Po godzinie lotu o 4:03 załoga zgłosiła pożar na pokładzie i zapowiedziała lądowanie awaryjne na wyspie Czedżu. O godzinie 4:11 samolot zniknął z radarów. Służby ratownicze odnalazły szczątki samolotu 107 kilometrów od wyspy. Obaj piloci zginęli.

## Akcja poszukiwawczo-ratunkowa
O godzinie 4:45, tuż po zawiadomieniu o możliwej katastrofie, pięć łodzi straży przybrzeżnej i cztery helikoptery wyruszyły na poszukiwania pilotów i wraku samolotu. O 6:50 odnaleziono fragment skrzydła z logo linii Asiana Airlines, kamizelki ratunkowe i części siedzeń pilotów. 
17 sierpnia 2011 roku zespół poszukiwawczy odnalazł 39 fragmentów rozbitego samolotu, w tym sekcję ogonową, w której powinny znajdować się czarne skrzynki. Wrak znajduje się na głębokości 80 metrów.